# Ericek, Buharkent
Ericek là một xã thuộc huyện Buharkent, tỉnh Aydın, Thổ Nhĩ Kỳ. Dân số thời điểm năm 2010 là 258 người.